# St. Leonhard (Bebenhausen)

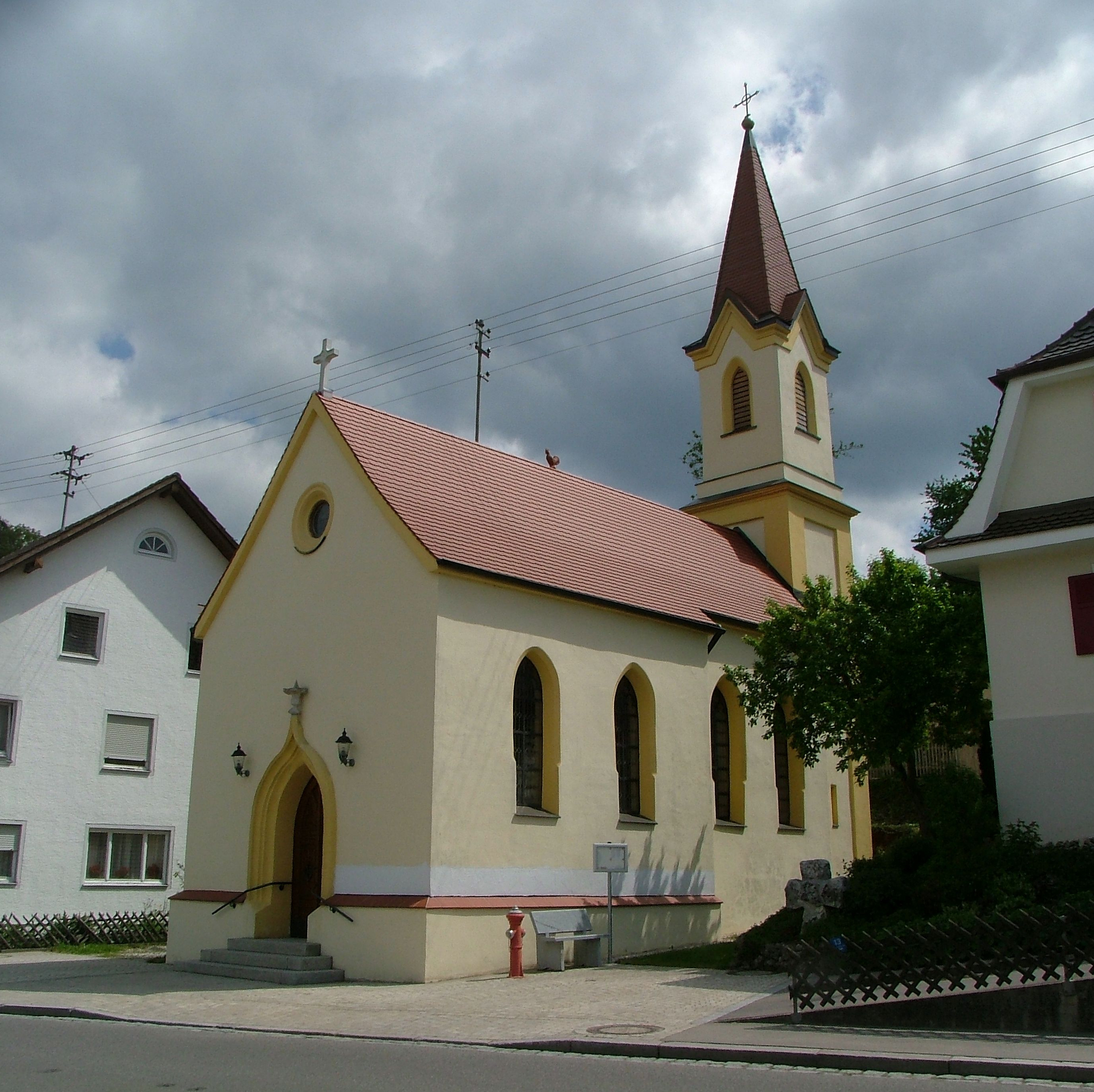
St. Leonhard in Bebenhausen

Die römisch-katholische Filialkirche St. Leonhard befindet sich in Bebenhausen, einem Ortsteil von Kettershausen im Landkreis Unterallgäu (Bayern). Das Kirchengebäude steht unter Denkmalschutz.

## Geschichte
Eine erste Erwähnung einer Leonhardskapelle findet sich in einem Visitationsbericht von 1659. Während einer Renovierung 1788 wurde aufgrund der baufälligen Westwand des Langhauses, das selbige verkürzt. Der Zimmermeister Benedikt Riedmeyer aus Babenhausen errichtete einen neuen Dachstuhl. Das vorhandene Kirchengebäude ist ein neugotischer Neubau aus den Jahren 1873 bis 1874. Vermutlich nachträglich wurde der Kirchturm errichtet.

## Baubeschreibung
Das kurze Langhaus besteht aus zwei Fensterachsen, dessen Ostecken sind innen abgeschrägt. Eine Holzempore mit gefelderter Brüstung ist an der Westseite im Inneren angebracht. Die Flachdecke des Langhauses ist bemalt und zeigt in der Mitte eine Darstellung des heiligen Leonhard. Die Fenster sind sowohl im Langhaus wie auch im leicht eingezogenen Chor spitzbogig. Der dreiseitig geschlossene Chor besteht ebenfalls aus zwei Fensterachsen und ist mit einem spitzen Chorbogen mit dem Langhaus verbunden.
Der Zugang zur Kirche erfolgt durch eine Kielbogentüre an der Westseite. Oberhalb der Türe befindet sich eine Kreuzblume. An der Westseite im Giebel ist ein kleines Kreisfenster vorhanden. Der quadratische Kirchturm ist am Chorschluss angebaut und verfügt über Ecklisenen und gefassten Schlitzöffnungen. Oberhalb des dritten Geschosses befindet sich ein profiliertes Gesims. Das Obergeschoss ist etwas schmäler als der darunterliegende Bauabschnitt und besitzt spitzbogige Schallöffnungen. Das profilierte Traufgesims ist an jeder Seite in der Mitte in einem spitzen Giebel nach oben gezogen. Gedeckt ist der Kirchturm mit einem vierkantigen, schiefergedeckten Spitzhelm.

## Innenausstattung
Der neugotische Altar zeigt im Zentrum eine sitzende Muttergottesfigur. Beiderseits wird diese von den Figuren der heiligen Leonhard und Josef flankiert. Außen am Altar befindet sich an jeder Seite ein Engel. An der Südwand des Langhauses befindet sich ein Kruzifix aus der ersten Hälfte des 18. Jahrhunderts. Der große Corpus ist aus Holz gefertigt und gefasst. Das Kreuz selbst ist neugotisch.